# Amada Díaz
Deonicia Amancise de Jesús (Huamuxtitlán, 7 de abril de 1867-Ciudad de México, 22 de agosto de 1962), conocida como Amada Díaz Quiñones, fue la primera hija de Porfirio Díaz.
En 1879, cuando cumplió los 12 años, se mudó a vivir con su padre, ya que hasta este momento Rafaela le cedió la patria potestad que él había pedido desde 1871. Sufrió una gran depresión desde que exiliaron a su padre (1911) hasta la muerte de su esposo (1918).

## Vida con los Díaz Ortega

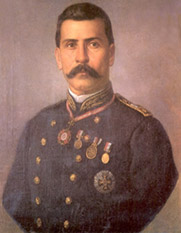
Porfirio Díaz en 1867, año de nacimiento de su hija Amada.

Porfirio Díaz tuvo 8 hijos con su primera esposa, Delfina Ortega, de los cuales sólo Deodato Lucas Porfirio, “Porfirito”, y Luz Aurora Victoria, “Luz”, llegaron a edad adulta.
Vivieron en Moneda 1, cerca del padre de Delfina, Manuel Ortega. Cuando Don Porfirio llevó a Amadita, como le decían, con Doña Delfina, esta le mostró tanto amor como a sus hijos biológicos.

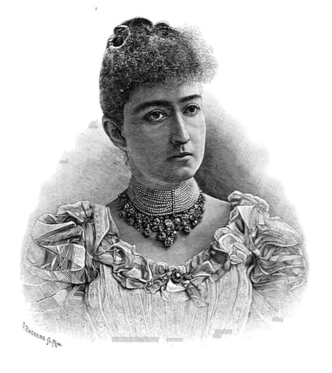
Carmen Romero Rubio, segunda esposa de Díaz, fue una buena amiga de Amada.

El 8 de abril de 1880 falleció Delfina Ortega y con esto, el presidente Porfirio Díaz se hizo cargo de sus hijos: Amada, de 13 años; Porfirio, de 7; y Luz, de 5, hasta que se casó con Carmen Romero Rubio, en noviembre de 1881. La nueva señora de Díaz, de 17 años de edad, fue una buena amiga para Amada y una verdadera madre para los hijos pequeños del general.

## Romance y matrimonio

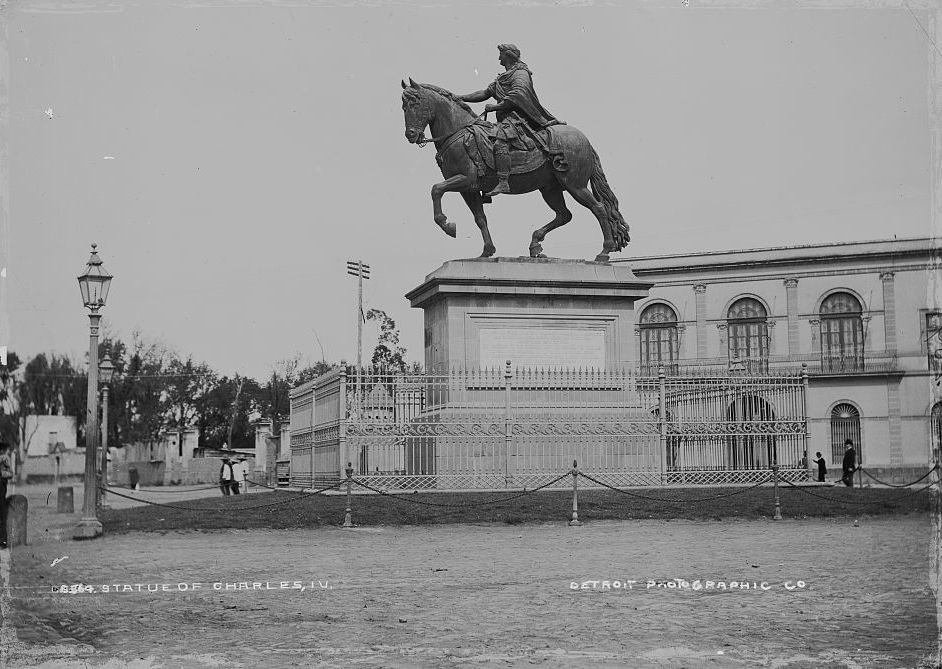
La estatua de El caballito enfrente de Reforma 1, la casa de Amada Díaz y su esposo, Ignacio de la Torre y Mier.

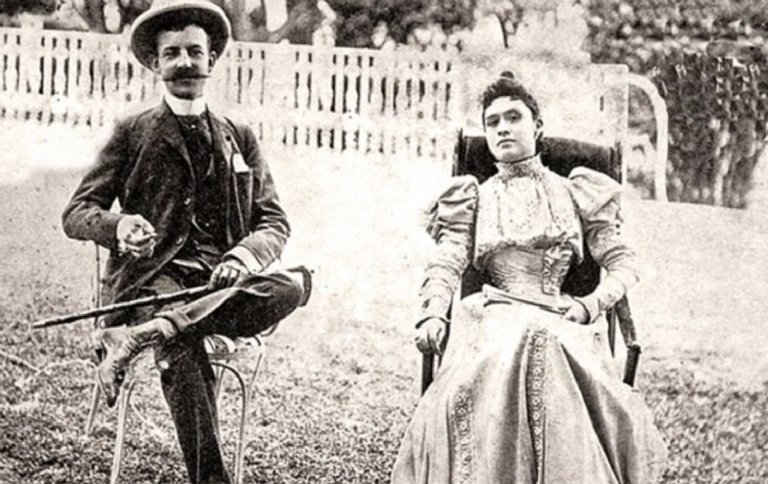
Amada con su esposo, Ignacio de la Torre y Mier.

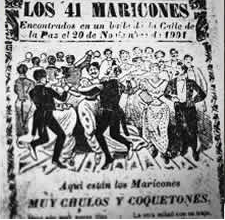
Ignacio de la Torre y Mier sufrió las burlas de la prensa por asistir a una fiesta de homosexuales.

Amada Díaz tuvo dos pretendientes: Fernando González Mantecón, hijo del expresidente Manuel González, e Ignacio de la Torre y Mier, miembro de una familia acaudalada y que se hizo famoso hasta que lo encontraron en una fiesta de homosexuales, a quien conoció en un baile de primavera de 1887. Pronto se hicieron novios. El 16 de enero de 1888 el arzobispo Pelagio Antonio de Labastida y Dávalos los casó. 
En 1892, se mudaron a una mansión que él mandó edificar, ubicada en Plaza de la Reforma 1, frente a la unión de la Avenida Bucareli, Paseo de la Reforma y Avenida Juárez, en frente de donde estaba la estatua de Carlos IV, "El caballito". La mansión fue confiscada durante la época de la revolución por los constitucionalistas y la ocupó la tropa del General Pablo González Garza.
El 25 de mayo de 1911, luego de la renuncia de Porfirio Díaz y Ramón Corral a la presidencia y vicepresidencia, respectivamente, Amada y su esposo acompañaron a don Porfirio y su familia al andén de San Lázaro para que tomara su tren a Veracruz, y de ahí partieran el exilio. El matrimonio De la Torre-Díaz permaneció en la Ciudad. Durante la efímera presidencia de Francisco I. Madero, presenció numerosas reuniones de enemigos de Madero, como Juan José Tablada, a altas horas de la noche en su casa, mismas en las que su marido se comprometía a destruir al gobierno de Madero, quien le confió a Victoriano Huerta el mando de las tropas que combatían a los golpistas. Huerta pactó con los rebeldes y con el apoyo del Ejército Federal se hizo el poder. Madero y su vicepresidente José María Pino Suárez fueron asesinados en las inmediaciones de la Penitenciaría de Lecumberri por órdenes del mismo Huerta. Amada y su esposo se establecieron en su hacienda en Tacubaya; todo parecía propició para la joven pareja, a pesar de que ya Venustiano Carranza había iniciado el levantamiento contra Huerta.

## Depresión
Tiempo después hicieron prisionero a Ignacio de la Torre y Mier, por órdenes de Venustiano Carranza, por ser presunto cómplice en el asesinato de Francisco I. Madero y José María Pino Suárez, ya que él fue el que mandó al mayor de rurales, Francisco Cárdenas un taxi para que los trasladaran fuera de Palacio Nacional el 22 de febrero de 1913. Amada iba a visitarlo diario hasta que Emiliano Zapata lo tomó como su prisionero personal y lo llevaba a donde él iba. Sus compañeros de la prisión y la tropa de Emiliano Zapata se dieron cuenta de que Ignacio de la Torre y Mier era homosexual y abusaron de él, hasta el punto en que le destrozaron la cavidad anal. Cuando Emiliano Zapata lo tomó como prisionero, le fueron expropiadas las haciendas que se ubicaban en Yautepec y Cuautla de Morelos. 
En 1913, Amada visitó a su padre en Europa, del cual había estado recibiendo cartas y siguió recibiéndolas hasta 1915, cuando él falleció. A finales de 1917, Ignacio de la Torre y Mier aprovechó que los carrancistas tomaron Cuautla y liberaron a los presos por lo que huyó a Puebla, y disfrazado salió del país hacia Nueva York. El 1 de abril de 1918 murió y le dejó muchas deudas a Díaz, por lo que tuvo que vender otras propiedades que poseía para poder saldarlas.

## Épocas posteriores
Los carrancistas le devolvieron a Díaz algunas de sus propiedades y ella le vendió la Plaza de Toros de la Condesa a Maximino Ávila Camacho.
Existe un libro llamado El álbum de Amada Díaz, escrito por Ricardo Orozco, donde se cuenta cómo sobrevivió a los conflictos económicos y personales y cómo fueron sus días hasta que falleció el 22 de agosto de 1962, a los 95 años en la Ciudad de México.

## Representaciones en cine y televisión
- En El vuelo del águila, telenovela histórica de Ernesto Alonso, Amada Díaz fue interpretada por la actriz Lumi Cavazos.

- En la serie mexicana El encanto del águila por la actriz Norma Pablo.

- En la cinta de 2020, El baile de los 41, fue interpretada por la actriz Mabel Cadena.[6][7]